# Чемпионат Европы по триатлону 2018
34-й чемпионат Европы по триатлону проходил с 9 по 11 августа 2018 года на территории Стратклайдского парка в британском городе Глазго под эгидой Европейского союза триатлона.

## Общая информация
Этот чемпионат Европы стал частью первого в истории объединённого чемпионата Европы по летним видам спорта, который включал в себя соревнования по семи видам спорта. На турнире были разыграны 3 комплекта наград: в личных соревнованиях среди мужчин и женщин, а также в смешанной эстафете.

## Программа соревнований
Дано западноевропейское время (UTC+0).
| Дата            | Время | Соревнование              |
| --------------- | ----- | ------------------------- |
| 9 августа 2018  | 13:30 | Женщины, финал            |
| 10 августа 2018 | 16:00 | Мужчины, финал            |
| 11 августа 2018 | 17:35 | Смешанная эстафета, финал |

## Медальный зачёт
(Жирным выделено самое большое количество медалей в своей категории; принимающая страна также выделена)
| Общее количество медалей | Общее количество медалей | Общее количество медалей | Общее количество медалей | Общее количество медалей | Общее количество медалей |
| Место                    | Страна                   | Золото                   | Серебро                  | Бронза                   | Всего                    |
| ------------------------ | ------------------------ | ------------------------ | ------------------------ | ------------------------ | ------------------------ |
| 1                        | Франция                  | 2                        | 0                        | 1                        | 3                        |
| 2                        | Швейцария                | 1                        | 1                        | 0                        | 2                        |
| 3                        | Великобритания           | 0                        | 1                        | 0                        | 1                        |
| 3                        | Испания                  | 0                        | 1                        | 0                        | 1                        |
| 5                        | Бельгия                  | 0                        | 0                        | 2                        | 2                        |
| Всего                    | Всего                    | 3                        | 3                        | 3                        | 9                        |

## Результаты
| Дисциплина         | Золото                                                                  | Золото  | Серебро                                                                          | Серебро | Бронза                                                                 | Бронза  |
| ------------------ | ----------------------------------------------------------------------- | ------- | -------------------------------------------------------------------------------- | ------- | ---------------------------------------------------------------------- | ------- |
| Мужчины            | Пьер Ле Кор Франция                                                     | 1:47:17 | Фернандо Аларса Испания                                                          | 1:47:28 | Мартин ван Рил Бельгия                                                 | 1:47:40 |
| Женщины            | Никола Шпириг Швейцария                                                 | 1:59:13 | Джессика Лермонт Великобритания                                                  | 1:59:46 | Кассандра Богран Франция                                               | 2:00:57 |
| Смешанная эстафета | Франция · Леони Перио · Пьер Ле Кор · Кассандра Богран · Дорьян Конинкс | 1:15:07 | Швейцария · Лиза Бергер · Андреа Зальвисберг · Никола Шпириг · Сильвен Фриделанс | 1:15:18 | Бельгия · Клер Мишель · Йелле Генс · Валери Бартелеми · Мартин ван Рил | 1:15:29 |